# Carpinteros
Carpinteros ist ein Filmdrama des dominikanischen Regisseurs José María Cabral, das am 23. Januar 2017 im Rahmen des Sundance Film Festivals seine Premiere feierte. Der Film erzählt von einer Liebesgeschichte im Najayo-Gefängnis in der Dominikanischen Republik, in dem die beiden Insassen Julián und Yanelly versuchen, über eine Distanz von 150 Metern mithilfe von Zeichensprache eine Beziehung zu führen, ohne dass dies von den Wachleuten entdeckt wird.

## Handlung
Julián wird mit dem Bus zum Najayo-Gefängnis in der Dominikanischen Republik gebracht, wo der groß gewachsene und gutaussehende Mann eine Gefängnisstrafe absitzen muss. Dort wird Julián in einer feuchten Zelle im Männertrakt untergebracht, ganz in der Nähe eines Gitterfensters, durch das seine Mitgefangenen, die Carpinteros genannt werden, die weiblichen Gefangenen in der benachbarten Einrichtung beobachten, mit denen sie auf große Distanz Kontakte zu pflegen versuchen. Eines Tages entdeckt er im Frauengefängnis, das sich gerade noch in Sichtweite, 150 Meter entfernt von dem Gefängnis der Männer befindet, eine Frau, für die er sich sofort interessiert. Julián und Yanelly, so der Name der jungen Frau versuchen mithilfe der von den Gefangenen entwickelten Zeichensprache eine Beziehung aufzubauen, ohne dabei von den Wachleuten entdeckt zu werden. Julián hatte nicht geglaubt, das er gerade an diesem Ort seine Liebe gefunden hat, von der er immer träumte. Yanelly wird zu seinem Lebensinhalt, und ohne sich überhaupt direkt kennengelernt oder gar berührt zu haben, erlebt er dennoch mit ihr eine gewisse Intimität.

## Produktion

### Stab und Filmtitel

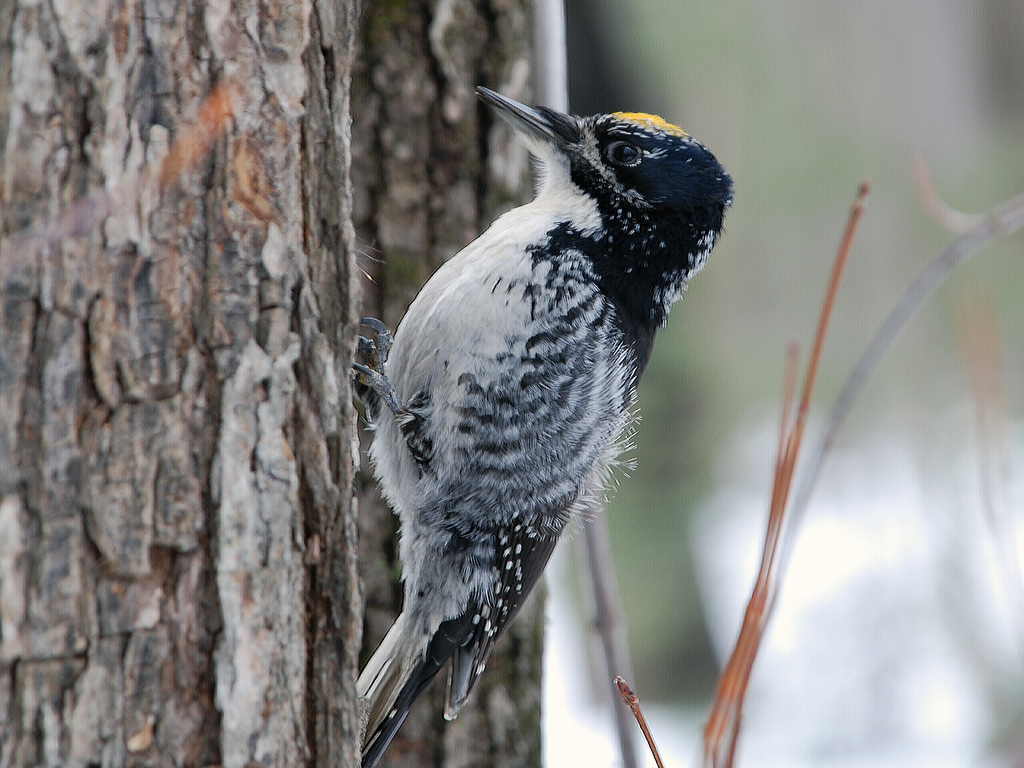
Die Gefangenen in den dominikanischen Gefängnissen werden als Carpinteros bezeichnet, was übersetzt Spechte bedeutet

Die Regie übernahm José María Cabral, der auch das Drehbuch zum Film schrieb. Zu anderen prominenten Mitgliedern der dominikanischen Cabral-Familie, mit denen er verwandt ist, gehört auch Donald Reid Cabral, der ehemalige Staatspräsident der Dominikanischen Republik. Der 1988 in Santo Domingo geborene Regisseur begann mit 16 Jahren Filme zu drehen. 2012 wurde sein Film Jaque Mate! veröffentlicht, der als dominikanischer Beitrag als Bester fremdsprachiger Film für den Oscar eingereicht wurde. Hierbei arbeitet er bereits mit Hernan Herrera zusammen, der auch für Carpinteros wieder als Kameramann fungierte.
Das Wort Carpinteros, mit dem die Gefangenen in den dominikanischen Strafvollzugsanstalten bezeichnet werden, heißt im Spanischen Spechte (aber auch Tischler bzw. Holzschnitzer), die Zeichensprache selbst wird in der englischen Übersetzung als Woodpecking bezeichnet, was den englischen Titel des Films erklärt. Der Regisseur erklärt zur in seinem Film dargestellten Kommunikation zwischen den Gefangenen, durch eine von ihnen selbst entwickelte Zeichensprache durch vergitterte Fenster hindurch, diese werde als „allowing bana“, was „geduldetes Bespielen/Umgarnen“ bedeutet, bezeichnet. Den männlichen Gefangenen im Najayo-Gefängnis sei es hierdurch möglich, so Cabral, mit Insassinnen des benachbarten Frauengefängnisses in Kontakt zu treten und Beziehungen aufzubauen und auch ohne Berührungen eine gewisse Intimität zu erleben, ohne sich überhaupt zu kennen.
In Santo Domingo gibt es zwei große Gefängnisse, das Najayo Mujeres en San Cristóbal und das Najayo hombres, die sich in unmittelbarer Nähe voneinander in der Carretera Najayo Arriba befinden. Cabral besuchte während der neun Monate, in denen er das Drehbuch entwickelte, täglich das Najayo-Gefängnis. In einem Interview mit Variety sagte Cabral über seinen Film und die Dreharbeiten: „Ich wollte die Realität abbilden. Aus diesem Grund waren viele der Schauspieler echte Gefangene, und auch viele der Gefängnisbeamte arbeiten wirklich im Strafvollzug.“

### Besetzung, Filmmusik und Dreharbeiten
Der in Haiti geborene Schauspieler Jean Jean übernahm die Hauptrolle von Julián Sosa. Ramón Emilio Candelario spielt Manaury, Mario Nunez den Prediger und Judith Rodriguez Perez Juliáns neue große Liebe Yanelly. Jean Jean und Nunez zählen in der Dominikanischen Republik zu bekannten Schauspielern, Jean Jean auch durch seinen 2015 veröffentlichten Dokumentarfilm Si bondye vle, Yuli, bei dem er Regie führte. Für Ramón Emilio Candelario handelt es sich um seine zweite Filmrolle. Freddy Ginebra debütierte in Carpinteros als Filmmusikkomponist. Der Film wurde in der Dominikanischen Republik gedreht, überwiegend auf dem Gelände des Najayo-Gefängnisses.

### Veröffentlichung
Nach Angaben von Variety war, nachdem Carpinteros am 1. Dezember 2016 im Rahmen der Copia Cero, einer neuen Sektion innerhalb der Buenos Aires’ Ventana Sur Latin American, ausgewählten Entscheidern der Filmindustrie gezeigt wurde, eine regelrechte Bieterschlacht um den Film entbrannt, wobei sich auch europäische Bieter unter den Interessierten befanden. Der Film feierte am 23. Januar 2017 im Rahmen des Sundance Film Festivals seine Premiere, wo er im World Cinema Dramatic Competition vorgestellt wurde. Bei Carpinteros handelt sich um den ersten dominikanischen Film, der im Rahmen des Filmfestivals vorgestellt wurde. Im März 2017 wurde Carpinteros beim Guadalajara International Film Festival vorgestellt und wurde zur gleichen Zeit als Abschlussfilm beim Festival Internacional de Cine de Panamá gezeigt. Auch wenn der Kinomarkt in der Dominikanischen Republik in den vergangenen Jahren schnell gewachsen ist, hoffen die Macher des Films, eine neue Ära für den dominikanischen Film einzuläuten und internationale Anerkennung zu finden. Im Mai 2017 soll der Film in die dominikanischen Kinos kommen. Ab 2. Juni 2017 wurde Carpinteros im Rahmen des Seattle International Film Festivals in den Sektionen Latin-American Cinema und Emocion Pura: Cinema from Spain gezeigt und konkurrierte dort im Wettbewerb Contemporary World Cinema und im Ibero-American Competition.

## Rezeption

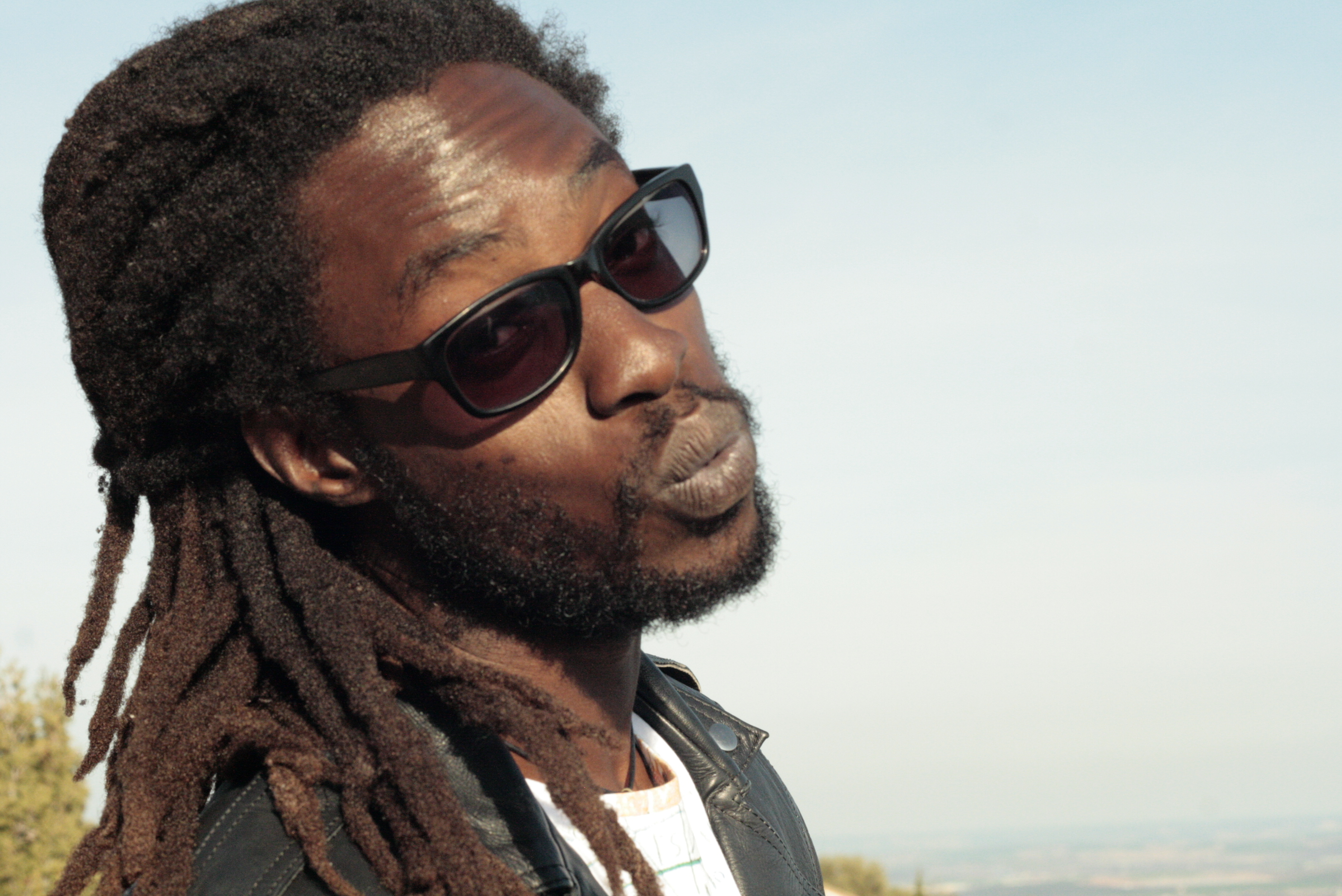
Der in Haiti geborene Schauspieler Jean Jean übernahm im Film die Hauptrolle von Julián Sosa

### Kritiken
Der Film konnte bislang 80 Prozent der Kritiker bei Rotten Tomatoes überzeugen.
Trevor Groth, der Programmleiter des Sundance Film Festivals, zeigte sich von der Hintergrundgeschichte des Films beeindruckt und sagte: „Er [der Regisseur] drehte den Film in einem zu dieser Zeit wirklich betriebenen Gefängnis. Er hielt sich dort neun Monate lang auf und fand dort unter den Gefangenen und dem Wachpersonal fast alle Schauspieler für den Film und drehte vor Ort einen unglaublichen Film mit einer fiktiven Geschichte.“
Sarah Ward von screendaily.com erklärt, der Film verbinde ein visuelles Storytelling mit einer immersiven Emotionalität, und er sei von hypnotischer Schönheit, wenn man beobachtet, wie sich die Figuren im Film durch Gitterstäbe und Zäune hindurch heimlich Botschaften zukommen lassen. Auch wenn der Film wie eine Romanze daherkomme, vergesse der Film hierbei nie die begrenzten Möglichkeiten, die sich durch den Handlungsort ergeben, so Ward.

### Auszeichnungen (Auswahl)
Von der Dominikanischen Republik wurde Carpinteros als Nominierungskandidat in der Kategorie Bester fremdsprachiger Film für die Oscarverleihung 2018 eingereicht. Die folgende Auflistung enthält eine Auswahl bekannter Preisverleihungen.
Sundance Film Festival 2017
- Nominierung als Wettbewerbsfilm im World Cinema Dramatic Competition